# Carcinus aestuarii
Carcinus aestuarii Nardo, 1847, noto commercialmente come granchio verde o granchio da moleca (granchio verde in muta), è un crostaceo decapode appartenente alla famiglia Carcinidae e alla sottofamiglia Carcininae.

## Descrizione
Presenta un carapace di forma ovale di un colore prevalentemente grigiastro, non supera solitamente i 6-7 centimetri con il bordo dentellato.

## Distribuzione
È il tipico granchio che vive in prossimità dei litorali, nativo del Mar Mediterraneo e facilmente reperibile in tutta Italia.

## Uso alimentare
In laguna veneta vengono utilizzati in cucina come moeche e masanete.

## Specie affini
È molto simile al Carcinus maenas, e talvolta considerato come una sottospecie di questo piuttosto che una specie a sé stante. Le due specie si distinguono dalla parte frontale del carapace, in mezzo agli occhi, che è corto e dentellato nel c. maenas e lungo e liscio nel c. aestuarii. Inoltre i gonopodi del C. aestuarii sono dritti e paralleli, mentre quelli del C. maenas sono curvi. Un'ulteriore analisi molecolare utilizzando il citocromo-c ossidasi ha riscontrato differenze sostanziali tra le due specie, confermandone la differenziazione.